# Папагај (ТВ филм)
„Папагај” је југословенски ТВ филм из 1970. године. Режирао га је Александар Ђорђевић а сценарио је написао Данило Киш

## Улоге
| Глумац            | Улога       |
| ----------------- | ----------- |
| Ксенија Јовановић | Гђа Смердел |
| Бранко Плеша      | Антон       |
| Раде Шербеџија    | Младић      |